# Batracomorphus ussuriensis
Batracomorphus ussuriensis är en insektsart som beskrevs av Anufriev 1971. Batracomorphus ussuriensis ingår i släktet Batracomorphus och familjen dvärgstritar. Inga underarter finns listade i Catalogue of Life.